# Mistrovství světa v atletice 2009 – Ženy 3000 metrů překážek
 Běh na 3000 metrů překážek žen na Mistrovství světa v atletice 2009 se uskutečnil 15. a 17. srpna.  Zvítězila v něm španělská atletka Marta Domínguezová. 
Vysoce favorizovaná  Gulnara Samitovová-Galkinová, úřadující světová rekordmanka a olympijská vítězka, v závěrečném okruhu dobře rozeběhnutého finále nestačila v závěrečném okruhu na své soupeřky. V poslední zatáčce se z vedoucí skupinky vydělily Julija Zarudněvová s Martou Domínguezovou a v náběhu do cílové rovinky svedly bok po boku souboj o zlato. Na přechodu poslední překážky se Španělka dostala do čela a po letech úspěchů na hladkých vytrvaleckých tratích se mohla radovat po zisku své první velké medaile v překážkovém běhu.

## Výsledky finálového běhu
| *                | Sportovec                    | Čas     |
| ---------------- | ---------------------------- | ------- |
| Zlatá medaile    | Marta Domínguezová           | 9:07,32 |
| Stříbrná medaile | Julija Zarudněvová           | 9:08,39 |
| Bronzová medaile | Milcah Chemos Cheywaová      | 9:08,57 |
| 4                | Gulnara Samitovová-Galkinová | 9:11,09 |
| 5                | Jennifer Barringer           | 9:12,50 |
| 6                | Habiba Ghribiová             | 9:12,52 |
| 7                | Ruth Bisibori Nyangau        | 9:13,16 |
| 8                | Gladys Jerotich Kipkemoi     | 9:14,62 |